# Bojangles' Southern 500
| Provas NASCAR - Monster Energy Cup 2019                               |
| Temporada Regular                                                     |
| --------------------------------------------------------------------- |
| Advance Auto Parts Clash (Daytona - Corrida de Exibição)              |
| Can-Am Duels (Daytona - Duelos Classificatórios para a Daytona 500)   |
| 1. Daytona 500 (Daytona)                                              |
| 2. Folds of Honor QuikTrip 500 (Atlanta)                              |
| 3. Pennzoil 400 (Las Vegas) (Las Vegas)                               |
| 4. TicketGuardian 500 (Phoenix)                                       |
| 5. Auto Club 400 (Auto Club)                                          |
| 6. STP 500 (Martinsville)                                             |
| 7. O'Reilly Auto Parts 500 (Texas)                                    |
| 8. Food City 500 (Bristol)                                            |
| 9. Toyota Owners 400 (Richmond)                                       |
| 10. GEICO 500 (Talladega)                                             |
| 11. AAA 400 Drive for Autism (Dover)                                  |
| 12. KC Masterpiece 400 (Kansas)                                       |
| Monster Energy Open (Charlotte - Repescagem para a Corrida do Milhão) |
| Monster Energy NASCAR All-Star Race (Charlotte - Corrida do Milhão)   |
| 13. Coca-Cola 600 (Charlotte)                                         |
| 14. Pocono 400 (Pocono)                                               |
| 15. FireKeepers Casino 400 (Michigan)                                 |
| 16. Toyota/Save Mart 350 (Sonoma)                                     |
| 17. Camping World 400 (Chicagoland)                                   |
| 18. Coke Zero 400 (Daytona 2)                                         |
| 19. Quaker State 400 (Kentucky)                                       |
| 20. Foxwoods Resort Casino 301 (New Hampshire)                        |
| 21. Gander Outdoors 400 (Pocono 2)                                    |
| 22. Go Bowling at The Glen (Watkins Glen)                             |
| 23. Consumers Energy 400 (Michigan 2)                                 |
| 24. Bass Pro Shops NRA Night Race (Bristol 2)                         |
| 25. Bojangles' Southern 500 (Darlington)                              |
| 26. Brickyard 400 (Indianápolis)                                      |
| Provas dos Playoffs                                                   |
| Round of 16                                                           |
| 27. South Point 400 (Las Vegas 2)                                     |
| 28. Federated Auto Parts 400 (Richmond 2)                             |
| 29. Bank of America Roval 400 (Charlotte - Roval)                     |
| Round of 12                                                           |
| 30. Gander Outdoors 400 (Dover 2)                                     |
| 31. 1000Bulbs.com 500 (Talladega 2)                                   |
| 32. Hollywood Casino 400 (Kansas 2)                                   |
| Round of 8                                                            |
| 33. First Data 500 (Martinsville 2)                                   |
| 34. AAA Texas 500 (Texas)                                             |
| 35. Can-Am 500 (Phoenix 2)                                            |
| Championship 4                                                        |
| 36. Ford EcoBoost 400 (Homestead-Miami)                               |
| Provas inativas/extintas                                              |
| Alamo 500 (1972-73)                                                   |
| Budweiser 400 (1970-81)                                               |
| Budweiser NASCAR 400 (1979-81)                                        |
| Carolina Dodge Dealers 400(1952, 1957-2004)                           |
| Coca-Cola 500 (Motegi) (1998)                                         |
| Coors 420 (1973-84)                                                   |
| First Union 400 (1951-85)                                             |
| ISM Connect 300 (1997-2017)                                           |
| Kobalt Tools 500 (1960-2010)                                          |
| Los Angeles Times 500 (1971-72, 1974-80)                              |
| Music City USA 420 (1973-80)                                          |
| Myers Brothers 200 (1962)                                             |
| Northern 300 (1958-59, 1967-72)                                       |
| Pepsi 420 (1958-84)                                                   |
| Pepsi Max 400 (2004-2010)                                             |
| Pop Secret Microwave Popcorn 400 (1965-2003)                          |
| Subway 400 (1966-2004)                                                |
| NASCAR Thunder 100 (1996-97)                                          |
| Tyson Holly Farms 400 (1949-96)                                       |
| Winston Western 500 (1958-87)                                         |

Bojangles' Southern 500 é a prova da Monster Energy NASCAR Cup Series realizada no Darlington Raceway na cidade de Darlington na Carolina do Sul, com sua primeira corrida em 1950. É dos quatro corridas clássicas da categoria, juntamente com eles 500 Milhas de Daytona, a Coca-Cola 600(600 Milhas de Charlotte) e em Talladega.
Desde 1950, a corrida aconteceu no início de setembro, mais precisamente no Labor Day. Em 2004, mudou de data, acontecendo em novembro, devido a intenção de oferecer um clima mais fresco e mais confortável para os espectadores, porém logo no ano seguinte novamente mudou de data passando a ser realizada em Maio. Em 2015 retornou à sua tradicional data no Labor Day e para atrair espectadores e demonstrar a importância desta prova para o calendário, as corridas passaram a ser Throwback, isto é, todos os pilotos correm com alguma pintura de algum piloto marcante do passado, para resgatar a nostalgia naqueles espectadores mais antigos, que estavam deixando de acompanhar a categoria.
Essa prova é nova e é resultado da união entre duas outras provas extintas do que são a Carolina Dodge Dealers 400 e a Mountain Dew Southern 500 que com o ajustamento do calendário feito em 2005, o circuito de Darlington passou a receber apenas uma prova anualmente ao invés de duas.Porém como a prova continuou com 500 milhas, os dados (como por exemplo: vitórias) permaneceram os mesmos da antiga corrida de 500 milhas: (Mountain Dew Southern 500).
Cale Yarborough e Jeff Gordon, são os pilotos mais vencedores da corrida, com cinco vitórias, enquanto Bobby Allison tem quatro vitórias. Por outro lado, a marca mais vencedor é Chevrolet com 27 vitórias, seguidas de Ford que tem 15.

## Vencedores
| Ano  | Piloto           | Equipe                      | Marca           |
| ---- | ---------------- | --------------------------- | --------------- |
| 1950 | Johnny Mantz     | Hubert Westmoreland         | Plymouth        |
| 1951 | Herb Thomas      | Herb Thomas                 | Hudson          |
| 1952 | Fonty Flock      | Frank Christian             | Oldsmobile      |
| 1953 | Buck Baker       | Bob Griffin                 | Oldsmobile      |
| 1954 | Herb Thomas      | Herb Thomas                 | Hudson          |
| 1955 | Herb Thomas      | Herb Thomas                 | Chevrolet       |
| 1956 | Curtis Turner    | Charlie Schwam              | Ford            |
| 1957 | Speedy Thompson  | Speedy Thompson             | Chevrolet       |
| 1958 | Fireball Roberts | Frank Strickland            | Chevrolet       |
| 1959 | Jim Reed         | Jim Reed                    | Chevrolet       |
| 1960 | Buck Baker       | Jack Smith                  | Pontiac         |
| 1961 | Nelson Stacy     | Dudley Farrell              | Ford            |
| 1962 | Larry Frank      | Ratus Walters               | Ford            |
| 1963 | Fireball Roberts | Holman-Moody                | Ford            |
| 1964 | Buck Baker       | Ray Fox                     | Dodge           |
| 1965 | Ned Jarrett      | Bondy Long                  | Ford            |
| 1966 | Darel Dieringer  | Bud Moore Engineering       | Mercury         |
| 1967 | Richard Petty    | Petty Enterprises           | Plymouth        |
| 1968 | Cale Yarborough  | Wood Brothers Racing        | Mercury         |
| 1969 | LeeRoy Yarbrough | Junior Johnson & Associates | Ford            |
| 1970 | Buddy Baker      | Cotton Owens                | Dodge           |
| 1971 | Bobby Allison    | Holman-Moody                | Mercury         |
| 1972 | Bobby Allison    | Richard Howard              | Chevrolet       |
| 1973 | Cale Yarborough  | Richard Howard              | Chevrolet       |
| 1974 | Cale Yarborough  | Junior Johnson & Associates | Chevrolet       |
| 1975 | Bobby Allison    | Penske Racing               | American Motors |
| 1976 | David Pearson    | Wood Brothers Racing        | Mercury         |
| 1977 | David Pearson    | Wood Brothers Racing        | Mercury         |
| 1978 | Cale Yarborough  | Junior Johnson & Associates | Oldsmobile      |
| 1979 | David Pearson    | Rod Osterlund Racing        | Chevrolet       |
| 1980 | Terry Labonte    | Billy Hagan                 | Chevrolet       |
| 1981 | Neil Bonnett     | Wood Brothers Racing        | Ford            |
| 1982 | Cale Yarborough  | M. C. Anderson Racing       | Buick           |
| 1983 | Bobby Allison    | DiGard Racing               | Buick           |
| 1984 | Harry Gant       | Hal Needham                 | Chevrolet       |
| 1985 | Bill Elliott     | Melling Racing              | Ford            |
| 1986 | Tim Richmond     | Hendrick Motorsports        | Chevrolet       |
| 1987 | Dale Earnhardt   | Richard Childress Racing    | Chevrolet       |
| 1988 | Bill Elliott     | Melling Racing              | Ford            |
| 1989 | Dale Earnhardt   | Richard Childress Racing    | Chevrolet       |
| 1990 | Dale Earnhardt   | Richard Childress Racing    | Chevrolet       |
| 1991 | Harry Gant       | Leo Jackson Racing          | Oldsmobile      |
| 1992 | Darrell Waltrip  | Darrell Waltrip Motorsports | Chevrolet       |
| 1993 | Mark Martin      | Roush Racing                | Ford            |
| 1994 | Bill Elliott     | Junior Johnson & Associates | Ford            |
| 1995 | Jeff Gordon      | Hendrick Motorsports        | Chevrolet       |
| 1996 | Jeff Gordon      | Hendrick Motorsports        | Chevrolet       |
| 1997 | Jeff Gordon      | Hendrick Motorsports        | Chevrolet       |
| 1998 | Jeff Gordon      | Hendrick Motorsports        | Chevrolet       |
| 1999 | Jeff Burton      | Roush Racing                | Ford            |
| 2000 | Bobby Labonte    | Joe Gibbs Racing            | Pontiac         |
| 2001 | Ward Burton      | Bill Davis Racing           | Dodge           |
| 2002 | Jeff Gordon      | Hendrick Motorsports        | Chevrolet       |
| 2003 | Terry Labonte    | Hendrick Motorsports        | Chevrolet       |
| 2004 | Jimmie Johnson   | Hendrick Motorsports        | Chevrolet       |
| 2009 | Mark Martin      | Hendrick Motorsports        | Chevrolet       |
| 2010 | Denny Hamlin     | Joe Gibbs Racing            | Toyota          |
| 2011 | Regan Smith      | Furniture Row Racing        | Chevrolet       |
| 2012 | Jimmie Johnson   | Hendrick Motorsports        | Chevrolet       |
| 2013 | Matt Kenseth     | Joe Gibbs Racing            | Toyota          |
| 2014 | Kevin Harvick    | Stewart-Haas Racing         | Chevrolet       |
| 2015 | Carl Edwards     | Joe Gibbs Racing            | Toyota          |
| 2016 | Martin Truex Jr. | Furniture Row Racing        | Toyota          |
| 2017 | Denny Hamlin     | Joe Gibbs Racing            | Toyota          |
| 2018 | Brad Keselowski  | Team Penske                 | Ford            |

### Vitórias múltiplas (pilotos)
| Vitórias | Piloto           | Anos                               |
| -------- | ---------------- | ---------------------------------- |
| 6        | Jeff Gordon      | 1995, 1996, 1997, 1998, 2002, 2007 |
| 5        | Cale Yarborough  | 1968, 1973, 1974, 1978, 1982       |
| 4        | Bobby Allison    | 1971, 1972, 1975, 1983             |
| 3        | Herb Thomas      | 1951, 1954, 1955                   |
| 3        | Buck Baker       | 1953, 1960, 1964                   |
| 3        | David Pearson    | 1976, 1977, 1979                   |
| 3        | Dale Earnhardt   | 1987, 1989, 1990                   |
| 3        | Bill Elliott     | 1985, 1988, 1994                   |
| 2        | Fireball Roberts | 1958, 1963                         |
| 2        | Harry Gant       | 1984, 1991                         |
| 2        | Terry Labonte    | 1980, 2003                         |
| 2        | Mark Martin      | 1993, 2009                         |
| 2        | Jimmie Johnson   | 2004, 2012                         |
| 2        | Greg Biffle      | 2005, 2006                         |
| 2        | Denny Hamlin     | 2010, 2017                         |

### Vitórias múltiplas(equipes)
| Vitórias | Piloto                      | Anos                                                             |
| -------- | --------------------------- | ---------------------------------------------------------------- |
| 11       | Hendrick Motorsports        | 1986, 1995, 1996, 1997, 1998, 2002, 2003, 2004, 2007, 2009, 2012 |
| 6        | Joe Gibbs Racing            | 2000, 2008, 2010, 2013, 2015, 2017                               |
| 4        | Junior Johnson & Associates | 1969, 1974, 1978, 1994                                           |
| 4        | Roush Racing                | 1993, 1999, 2005, 2006                                           |
| 4        | Wood Brothers Racing        | 1968, 1976, 1977, 1981                                           |
| 3        | Herb Thomas                 | 1951, 1954, 1955                                                 |
| 3        | Richard Childress Racing    | 1987, 1989, 1990                                                 |
| 2        | Holman-Moody                | 1963, 1971                                                       |
| 2        | Richard Howard              | 1972, 1973                                                       |
| 2        | Melling Racing              | 1985, 1988                                                       |
| 2        | Furniture Row Racing        | 2011, 2016                                                       |
| 2        | Team Penske                 | 1975, 2018                                                       |

### Vitórias das marcas/montadoras
| Vitória | Marca/montadora | Anos |
| ------- | --------------- | --- |
| 27      | Chevrolet       | 1955, 1957, 1958, 1959, 1972, 1973, 1974, 1979, 1980, 1984, 1986, 1987, 1989, 1990, 1992, 1995, 1996, 1997, 1998, 2002, 2003, 2004, 2007, 2009, 2011, 2012, 2014 |
| 15      | Ford            | 1956, 1961, 1962, 1963, 1965, 1969, 1981, 1985, 1988, 1993, 1994, 1999, 2005, 2006, 2018                                                                         |
| 6       | Toyota          | 2008, 2010, 2013, 2015, 2016, 2017 |
| 5       | Mercury         | 1966, 1968, 1971, 1976, 1977 |
| 4       | Oldsmobile      | 1952, 1953, 1978, 1991 |
| 3       | Dodge           | 1964, 1970, 2001 |
| 2       | Hudson          | 1951, 1954 |
| 2       | Plymouth        | 1950, 1967 |
| 2       | Buick           | 1982, 1983 |
| 2       | Pontiac         | 1960, 2000 |
| 1       | American Motors | 1975 |